# Electric Kiss
"Electric Kiss" é uma canção do grupo masculino sino-coreano Exo contida em seu primeiro álbum japonês Countdown. Ela foi lançada em 31 de janeiro de 2018 como single do álbum.

## Lançamento e composição
Tamar Hermann, da Billboard, descreveu "Electric Kiss" como uma música com "ritmos vigorosos e sintetizadores funky [que] impulsionam a melodia do single criando um salto de tempo para as vozes e batidas da EXO à medida que a pista se torna sua coro de propulsão". A música foi lançada em 31 de janeiro junto com o álbum.

## Vídeo musical
Uma versão curta do video "Electric Kiss" foi lançada em 5 de dezembro de 2017 pela S.M. Entertainment. O dance practice que acompanha foi lançada em 12 de janeiro de 2018. O videoclip apresenta os membros EXO presos em salas com espelhos e tanques de vidro, sentados em pilhas de objetos descartados ou edifícios vazios.
O video musical foi transmitido na tela grande de Yunika Vision na estação Seibu Shinjuku de 29 de janeiro a 4 de fevereiro de 2018.

## Promoção
EXO realizou "Electric Kiss" pela primeira vez em 26 de janeiro de 2018 no programa de televisão japonês Sukkiri. Nos dias 27 e 28 de janeiro, EXO realizou "Electric Kiss" e "Cosmic Railway" à lista definida do seu tour Exo Planet #4 - The ElyXion em Saitama.

## Desempenho nas paradas
| Parada (2018)                      | Melhor posição |
| ---------------------------------- | -------------- |
| Japão (Japan Hot 100)              | 23             |
| Coreia do Sul (Gaon)               | 68             |
| US World Digital Songs (Billboard) | 5              |

## Histórico de lançamento
| Região           | Data                  | Formato                    | Rótulo    |
| ---------------- | --------------------- | -------------------------- | --------- |
| No mundo inteiro | 31 de janeiro de 2018 | Download digital streaming | Avex Trax |
| Japão            | 31 de janeiro de 2018 | Download digital streaming | Avex Trax |